# 乙酸亚铜
乙酸亚铜的化学式为(CH3COOCu)2，是铜(I)的乙酸盐。对空气和水敏感。

## 制备
乙酸亚铜可由乙酸铜和铜反应制备。如果用氧化亚铜和乙酸反应，产率<5%。
Cu2(CH3COO)4·2H2O + 2 Cu → 2 Cu2(CH3COO)2 + 2 H2O

## 性质
乙酸亚铜为无色晶体，极易挥发，遇水立即分解，并出现黄色的氧化亚铜沉淀。乙酸亚铜由含Cu和O桥的双核二聚的Cu2(CH3COO)2单元的无限链构成，每个铜与三个氧结合，且第二铜原子排列在畸变平面上。